# Edificio Aseguradora del Valle
El Edificio Aseguradora del Valle es una torre de oficinas situada en el centro de Bogotá. Mide 74,44 m, tiene 20 pisos y fue inaugurada en 1972.

## Sitio
El edificio tiene forma de paralelepípedo y se ubica en un lote alargado en sentido norte-sur. El predio es paralelo a la carrera Décima y se encuentra entre la calle 25 y la avenida 26.
En su costado norte se encuentra la plazoleta de La Rebeca, la icónica escultura que adornaba el parque Centenario, que fue destruido para trazar la avenida 26 y la carrera Décima. 

## Historia y arquitectura
Fue diseñado por Roberto Gavanzo Moros, Fernando García Cortes, Bernardo Posse Paredes y la firma ARK. La construcción se efectuó en 1972 en concreto reforzado y estuvo a cargo de Martínez Gómez y ARK. Los dos primeros pisos están ocupados por locales comerciales.
Se caracteriza por su particular forma de rodadero. Esta se debe a los retranqueos en todos los pisos del costado norte, que se conjugan en una fachada curva que se encuentra entre las más reconocibles de la ciudad. Sus fachadas alternana franjas horizontales negras y blancas, que corresponden a sus cristales de seguridad oscuros y a la piedra blanca abujarada que constituye su recubrimiento.
La firma subcontratiste de la construcción de la estructura fue Copre Triana Vargas Roche Ltd cuyo ingeniero residente fue Francisco Gómez Barriga, ingeniero civil egresado de la Universidad Nacional de Colombia diciembre de 1968. La cimentación del efificio consiste en "caissons" construidos a mano en secciones progresidas que se adentarn en el subsuelo mediante anillos concéntricos de concreto hasta alcanzar el suelo de fundación.

## Galería

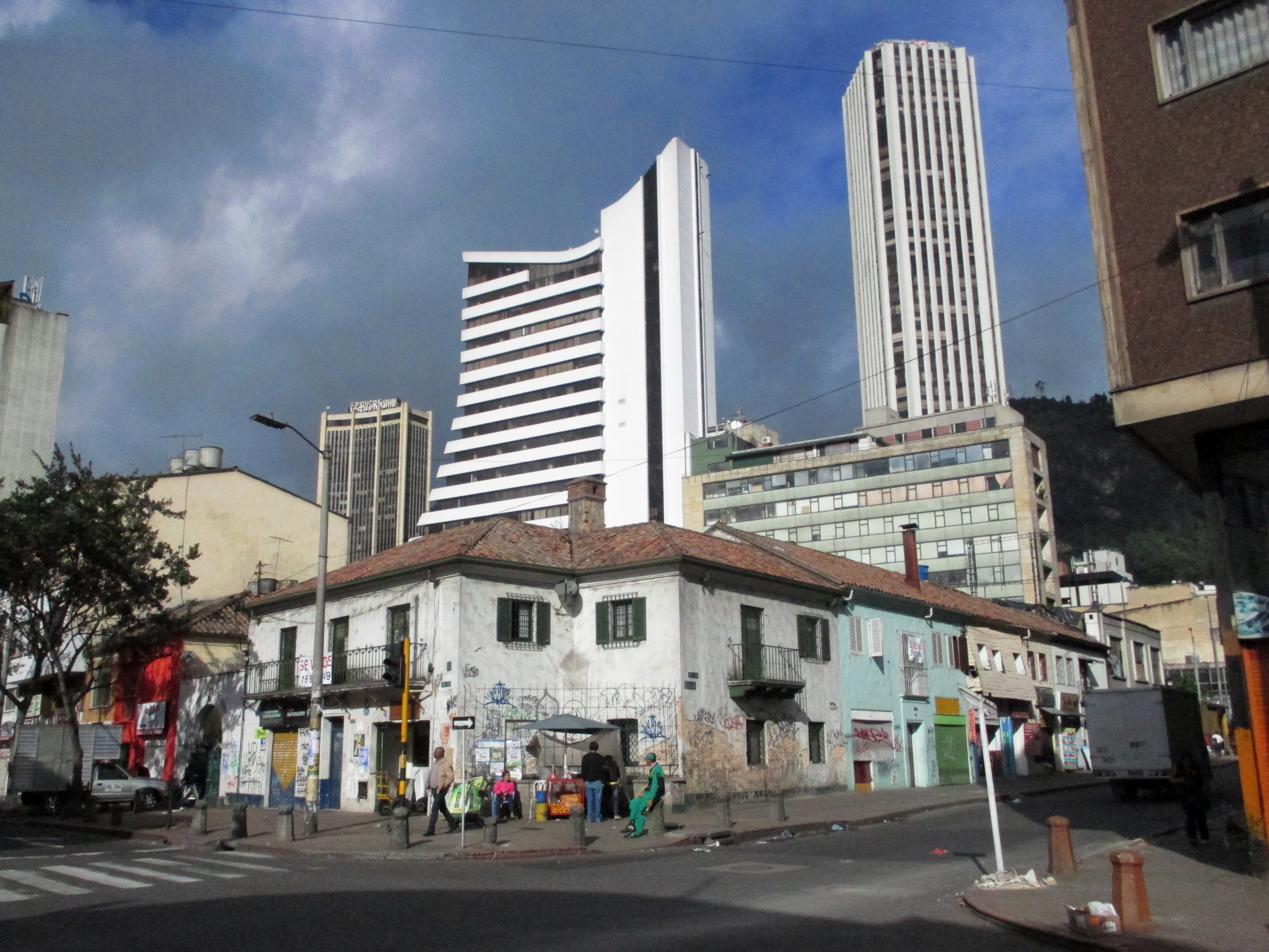
La torre desde la carrera 13 con 24
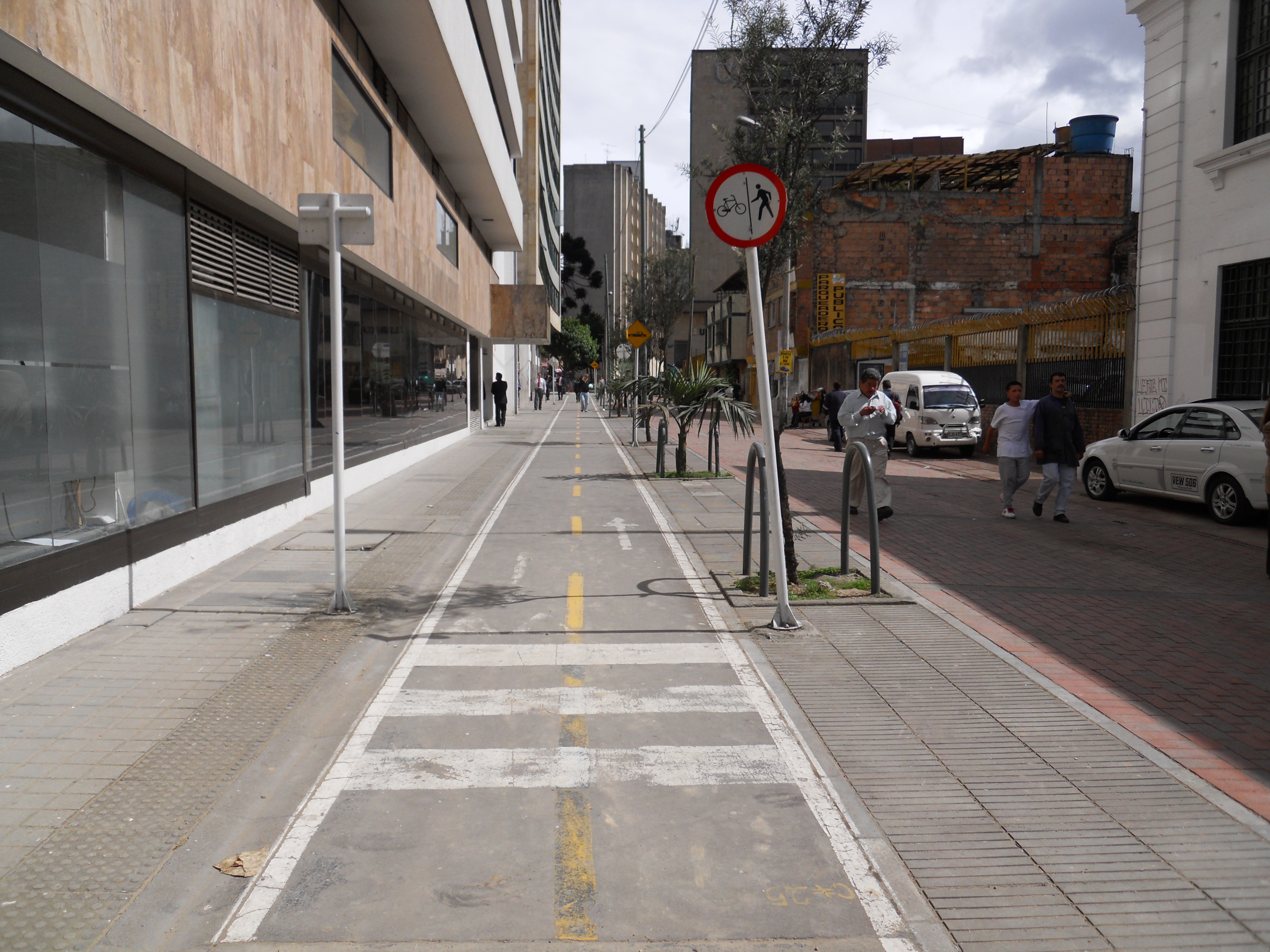
Ciclorruta junto al edificio en la carrera 12
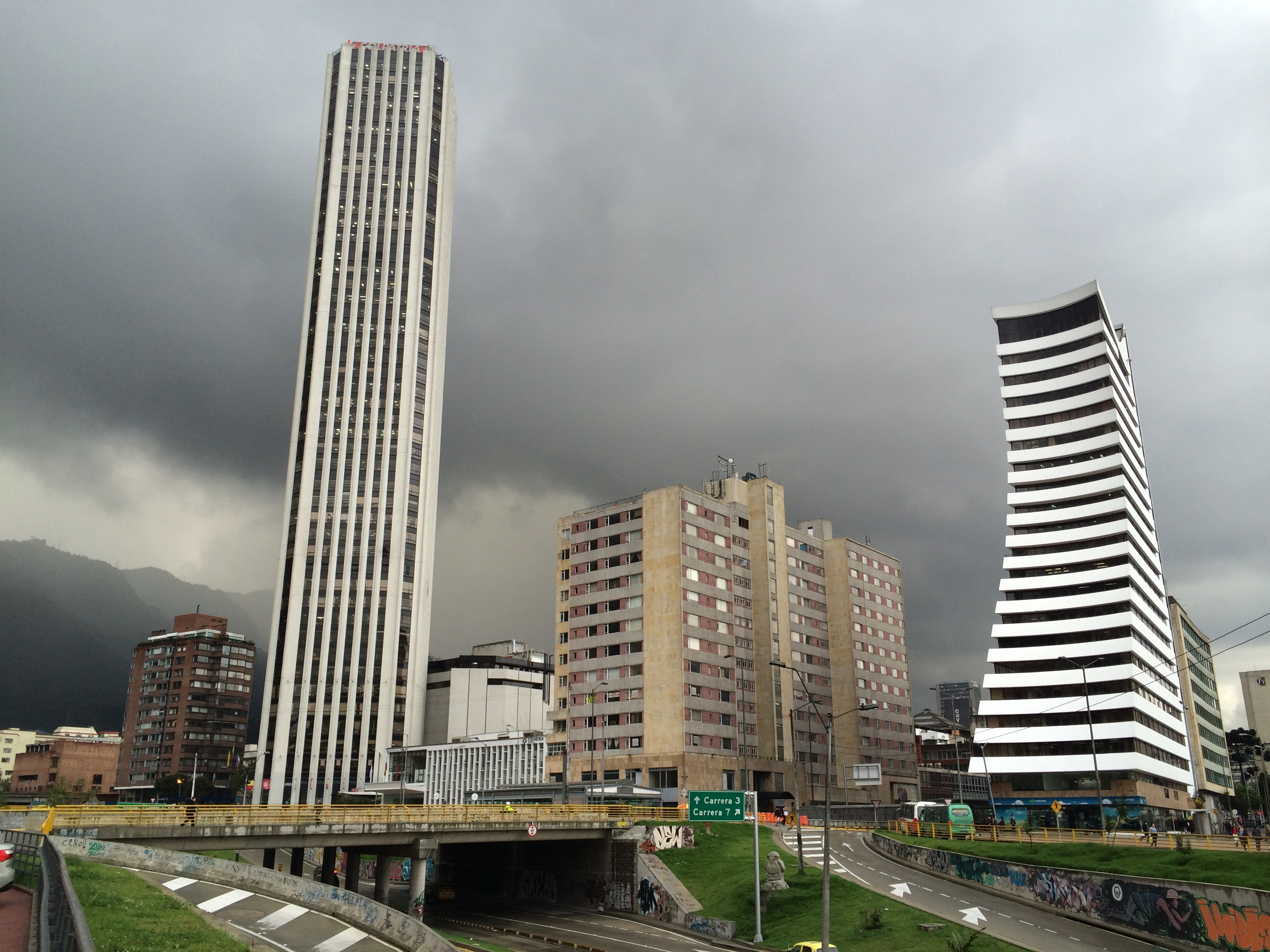
La torre en el skyline de Bogotá
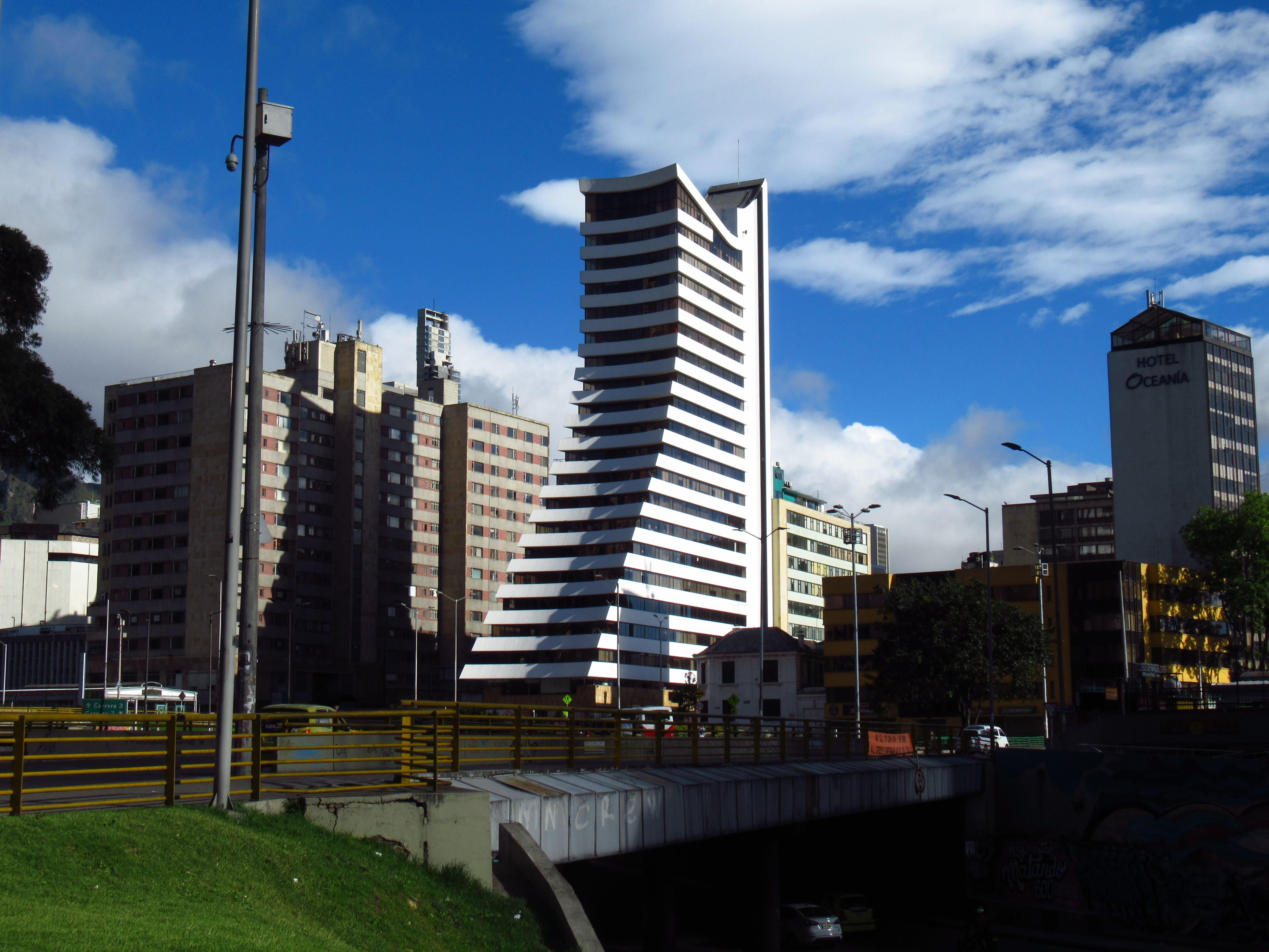
El edificio al atardecer